# Citrate

Struktur des Citrat-Ions

Dissoziation der Citronensäure

Citrate oder Zitrate sind die Ester, Salze und das Anion der Citronensäure ({\displaystyle {\ce {C6H8O7}}}). In der Biochemie spricht man von Citraten, wenn die im wässrigen Milieu einer Zelle vorkommende dissoziierte Ionenform der Citronensäure gemeint ist. In wässrigen Lösungen mit neutralem pH-Wert liegt Citrat hauptsächlich als dreifaches Anion vor. Citrate sind verstoffwechselbare Chelatoren.

## Biologische Bedeutung
Citrate kommen im Stoffwechsel zur Energiegewinnung über den Citratzyklus vor. Citrat wird im Stoffwechsel zu Isocitrat umgewandelt oder zu Oxalacetat und Acetyl-CoA gespalten. Im Blutplasma kommt es in einer Konzentration von 0,05 bis 0,3 Millimol (mM) vor. Citrate sind daneben die am häufigsten vorkommenden organischen Säureanionen im Urin. Citrate gelten als einer der wichtigsten Inhibitoren der Bildung calciumhaltiger Harnsteine. Erniedrigte Werte an Citrat im Urin erhöhen das Risiko der Bildung von Harnsteinen. Das im Urin ausgeschiedene Citrat stammt einerseits aus dem Stoffwechsel (Citratzyklus), andererseits wird es mit der Nahrung aufgenommen, wobei 65 bis 90 % der Citrate beim Menschen üblicherweise in der Niere resorbiert werden.

## Verwendung
Citrate werden als Chelatoren eingesetzt, um Lebewesen verschiedene Metallionen zuzuführen. Weiterhin werden sie in der Biochemie als Puffer (Citratpuffer und Phosphat-Citrat-Puffer) verwendet, z. B. zur Aufbewahrung von Blut als Citratblut unter Vermeidung einer Blutgerinnung. Sofern eine Chelatwirkung unerwünscht ist, werden anstatt Citratpuffern (oder auch den ebenfalls chelierenden Tartrat-, Phthalat- und Phosphatpuffern) z. B. Acetatpuffer oder aus der Gruppe der Good-Puffer MES-, MOPS- und PIPES-Puffer verwendet. In der Pharmazie sind Citrate zugelassene pharmazeutische Hilfsstoffe für intravenöse Injektionslösungen bis zu einem Massenanteil von 0,72 %.
- Aluminiumcitrat wird auch als Antitranspirant eingesetzt.
- Natriumcitrat ist ein Bestandteil des Benedict-Reagenz zum Nachweis von reduzierenden Zuckern und findet Verwendung zur Antikoagulation[9] bei der Dialyse. Als Lebensmittelzusatzstoff (E 331) dient es u. a. als Schmelzsalz zur Bereitung von Schmelzkäse
- Kaliumcitrat wird in der Medizin, der Lebensmitteltechnik (E 332) sowie in der Kosmetik- und Pharmaindustrie eingesetzt.
- Magnesiumcitrat soll als Präparat oder als Nahrungsergänzung den Magnesiumspiegel im Körper erhöhen und so beispielsweise Wadenkrämpfen vorbeugen sowie die allgemeine Leistungsfähigkeit steigern.
- Calciumcitrat-haltige Präparate werden in der Wellness-Industrie als Nahrungsergänzungsstoff verwendet. Ähnliche Präparate werden auch Hunden zur Kräftigung von Gebiss und Knochen verabreicht.
- Ammoniumeisen(III)-citrat wird in der Medizin zur Behandlung von Eisenmangelanämie verwendet und war historisch bedeutsam in der Cyanotypie.
- Kupfercitrat wird in der Önologie zur Behandlung des Weinfehlers Böckser verwendet, dient daneben noch als Algizid, als Pigment und ist auch Bestandteil mancher Nahrungsergänzungsmittel.
- Silbercitrat ist Bestandteil desinfizierender und bakterizider Formulierungen, z. B. in Fußspray.
- Die Salze Trinatriumcitrat und Trilithiumcitrat werden in der Bauchemie – je nach zugesetzter Menge – als Verzögerer oder Beschleuniger für die Aushärtung zementärer Massen eingesetzt.
- Viele basische Arzneimittelwirkstoffe werden als Citrate dargereicht (beispielsweise Sildenafil-Citrat in Viagra).